# Pristimera plumbea
Pristimera plumbea là một loài thực vật có hoa trong họ Dây gối. Loài này được (Blakelock & R. Wilczek) N. Hallé miêu tả khoa học đầu tiên năm 1981.